# Елізабет Шорт
Елізабет Шорт (англ. Elizabeth Short, відома як Чорна Жоржина (англ. the Black Dahlia); нар. 29 липня 1924 — пом. 15 січня 1947) — жертва нерозкритого злочину, що стався в околицях Лос-Анджелесу в 1947 році. Вбивство Елізабет Шорт залишається одним із найзагадковіших злочинів, скоєних у США.

## Життєпис
Елізабет Шорт, вихована разом з чотирма сестрами матір'ю в штаті Массачусетс, переїхала в 19 років в Лос-Анджелес, Каліфорнія, до батька, Клео Шорта, який залишив сім'ю, з яким у неї, проте, не склалися взаємини.

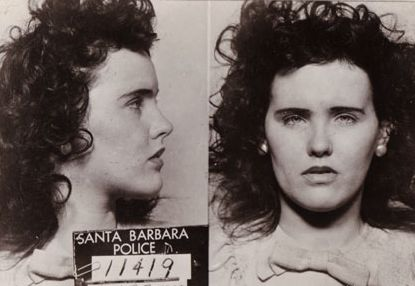
Арешт Шорт, 1943 рік

Після тривалих поневірянь Шорт перебралася в Санта-Барбару, де була заарештована за розпивання спиртного у неповнолітньому віці й відправлена назад в Массачусетс. Наступні кілька років вона жила переважно у Флориді, де заробляла гроші офіціанткою.

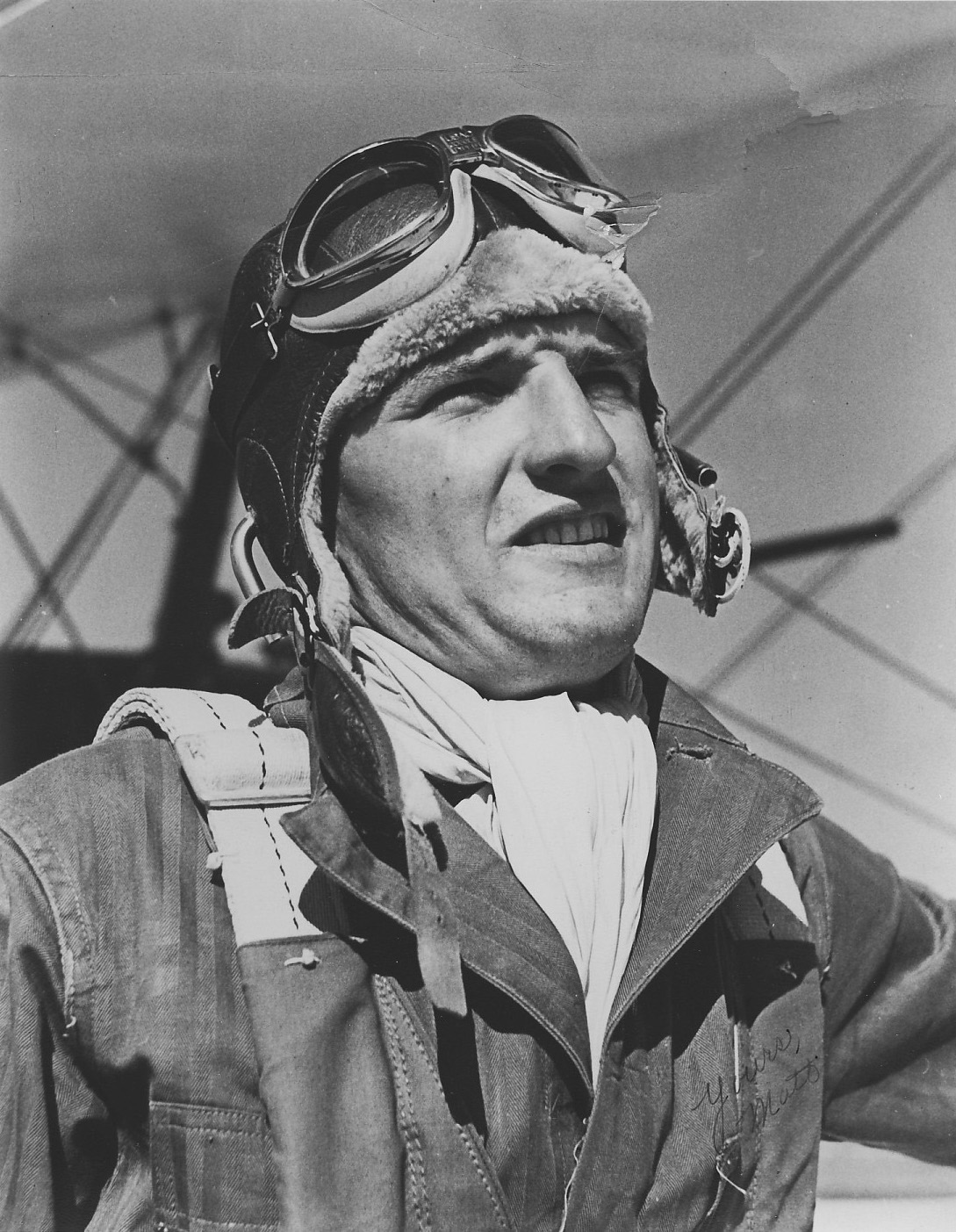
Метт'ю Майкл Гордон-молодший

У Флориді вона зустріла майора ВПС США Метт'ю М. Гордона-молодшого, про якого вона розповідала своїм друзям як про свого нареченого: сам Гордон перебував на льотних навчаннях в Індії, звідки писав Шорт листи. 10 серпня 1945 року Гордон загинув у авіакатастрофі, перш ніж зміг повернутися в США і одружитися на Шорт. Пізніше Шорт стверджувала, що вона і Гордон вже перебували у шлюбі на момент його смерті, і що у них була дитина, яка померла у дитинстві. Факт заручин як мінімум підтверджувався товаришами по службі Гордона; тим не менше після вбивства Шорт сім'я Метт'ю Гордона усіляко заперечувала їх зв'язок.
У 1946 році Шорт повернулася до Каліфорнії, щоб побачитися зі своїм колишнім коханим — лейтенантом Гордоном Фіклінгом, з яким вона познайомилася у Флориді. Останні  шість місяців свого життя вона провела в південній Каліфорнії, здебільшого в Лос-Анджелесі, зупиняючись у готелях, на знімних квартирах і приватних будинках, ніде не затримуючись довше декількох тижнів.
Елізабет Шорт останній раз бачили живою 9 січня 1947 року в фоє готелі «Білтмор» (Biltmore Hotel), розташований в центральній частині Лос-Анджелеса. На той момент Шорт виповнилося 22 роки.

## Вбивство
15 січня 1947 року понівечене тіло Елізабет Шорт було знайдено на закинутій земельній ділянці по Саут-Нортон Авеню в Леймерт-Парку, недалеко від межі міста Лос-Анджелес. Тіло було розрублено на дві частини в районі талії і розчленоване (були видалені зовнішні і внутрішні статеві органи, а також соски). Рот жінки був скалічений посмішкою Челсі.
Вбивця Елізабет Шорт так і не був знайдений поліцією, і справа «Чорної Жоржини» досі залишається нерозкритою.

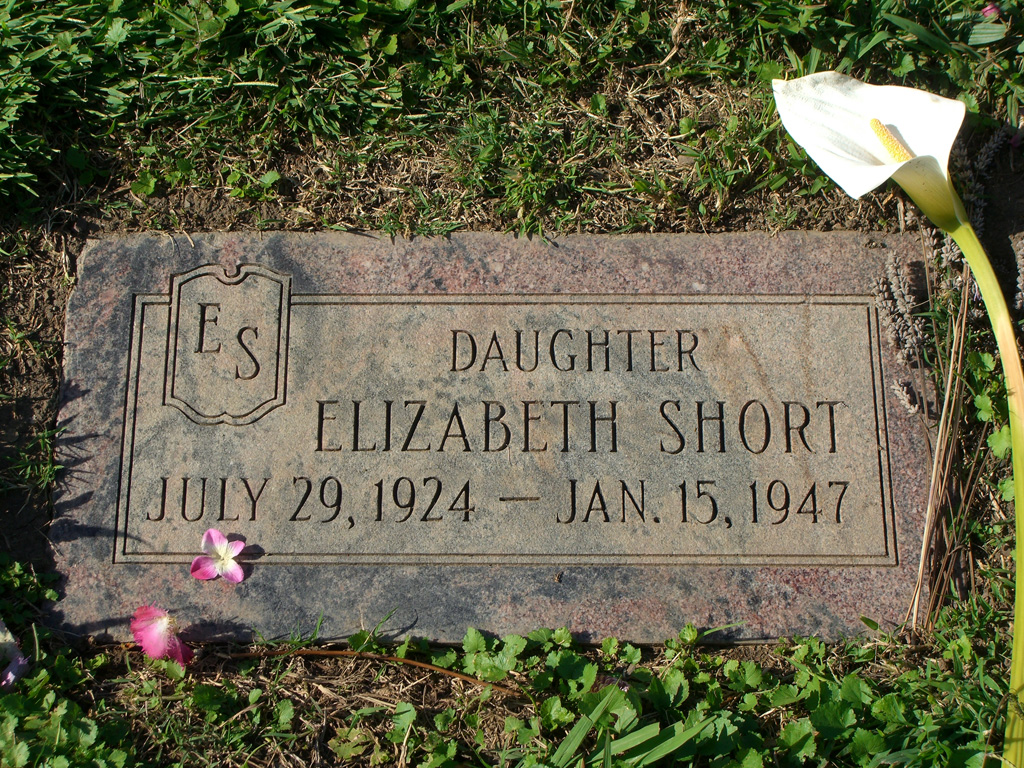

Сама Шорт була похована на кладовищі Маунтін В'ю в каліфорнійському місті Окленді, а не в Массачусетсі (тому що її старша сестра жила в Берклі, а також тому, що, за її словами, «Елізабет любила Каліфорнію»).

## Слідство
Відразу після виявлення тіла Елізабет Шорт в поліцію звернувся цілий ряд осіб, які заявляли, що вони бачили дівчину в період між її останньою появою на людях 9 січня і виявленням її тіла. Проте кожного разу виявлялося, що свідки помилково приймали за Шорт інших жінок (ні один з тих, хто звернулися в поліцію не знав Шорт за життя).
Справа «Чорної Жоржини» була найтривалішою і масштабною в історії правоохоронних органів США. Через складність справи оперативники первісної слідчої групи підозрювали кожного, хто так чи інакше був знайомий з Елізабет Шорт. Підозрюваними виявилося кілька сотень людей, кілька тисяч було допитано. Сенсаційні й деколи повністю сфальсифіковані репортажі висвітлювали розслідування журналістів, так само як і жахливі подробиці скоєного злочину, привернули пильну увагу громадськості. Близько 60 осіб зізналися в цьому вбивстві (серед них кілька жінок). 22 людини в різні періоди слідства оголошувалися вбивцями Елізабет Шорт.

## Міфи про Елізабет Шорт

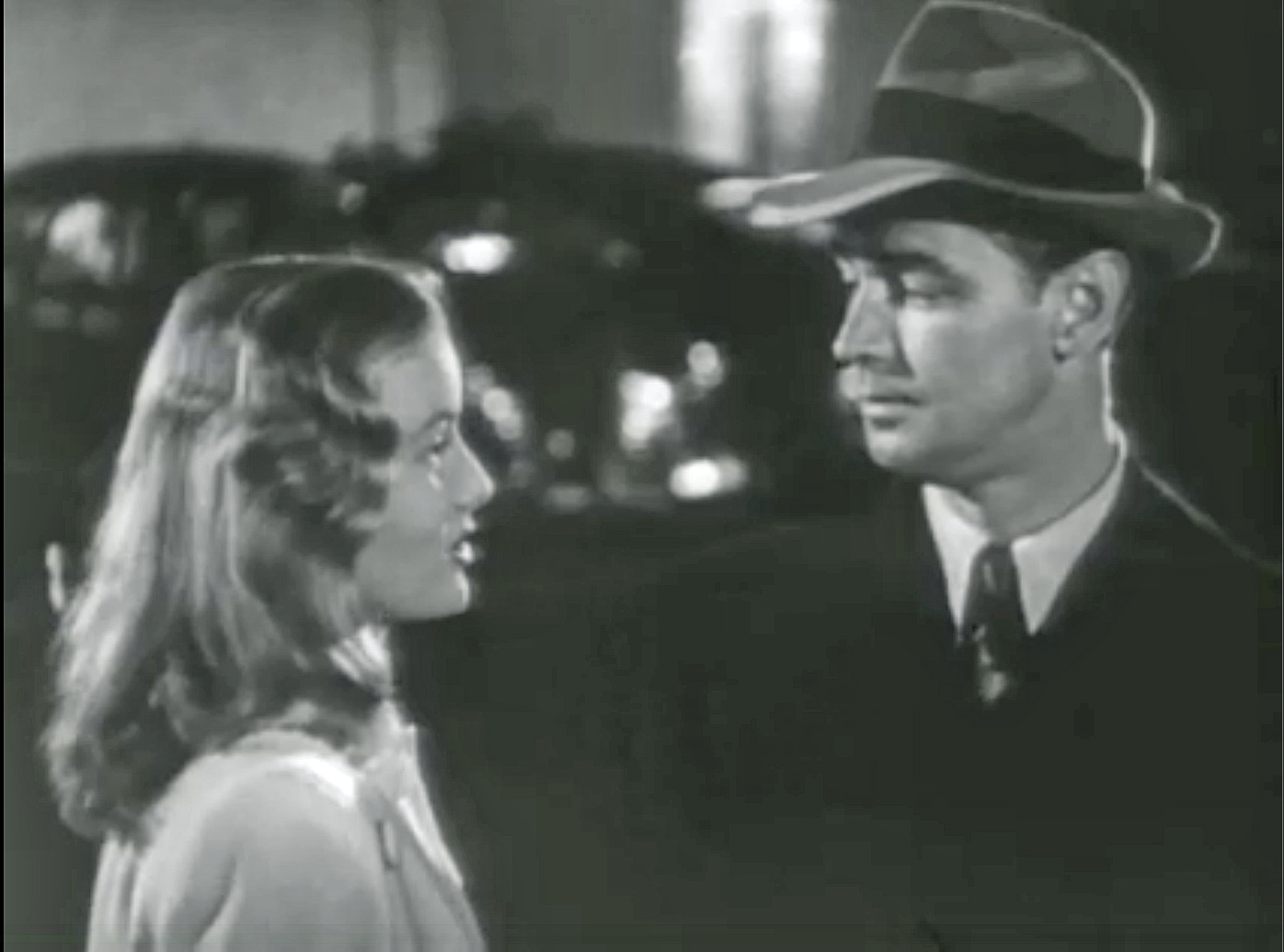
Фільм «Синя Жоржина», 1946 рік

Засоби масової інформації, які широко висвітлювали злочин, повідомили, що Шорт незадовго до смерті отримала прізвисько «Чорна Жоржина» (свого роду обігрування популярного тоді кінофільму «Синя Жоржина» з Аланом Леддом і Веронікою Лейк в головних ролях). Поліція Лос-Анджелеса не раз заявляла, що преса придумала цю історію тільки для того, щоб «яскравіше» назвати справу про вбивство у своїх статтях. На користь цього свідчить і той факт, що люди, що знали Шорт при житті, ніколи не чули про таке її прізвисько.
Крім того, за офіційною заявою окружного прокурора міста Лос-Анджелес і всупереч численним псевдодокументальным розслідуванням, що називали жертву «дівчиною за викликом», Елізабет Шорт не була повією.
Іншим популярним міфом були нібито нерозвинені з народження геніталії Шорт, внаслідок чого вона не могла вступати в статеві зв'язки. В матеріалах справи окружної прокуратури міста Лос-Анджелес присутні стенограми допитів трьох чоловіків, з якими Шорт мала сексуальний зв'язок (у тому числі одного поліцейського співробітника з Чикаго). Підсумкові матеріали справи свідчать про те, що Шорт мала «нормально розвинені репродуктивні органи». Результати аутопсії також показали, що на момент вбивства Шорт не була вагітна (а також взагалі не вагітніла і не народжувала).

## В культурі
- Відомий автор детективів Джеймс Елрой на основі вбивства Елізабет Шорт написав у 1987 році роман «Чорна Жоржина». Ця книга стала першою з його циклу L. A. Quartet, описує звичаї Голлівуду 1940-х і 1950-х років, а також корупцію і розпусту, що панували в ті часи.
- В 2006 році вийшла екранізація роману Елроя під тією ж назвою. Режисером виступив Брайан Де Пальма. У ролі Елізабет Шорт — канадська акторка Міа Кіршнер. В інших ролях знялися популярні актори Джош Хартнетт, Аарон Екхарт, Скарлетт Йоханссон, а також двічі володарка премії «Оскар» Хіларі Суонк.
- У 2002 році рок-співак Мерилін Менсон випустив серію акварельних картин, заснованих на вбивство Шорт. Існують пісні про Елізабет Шорт у виконанні таких колективів, як Anthrax, Lamb of God, Hollywood Undead, а також Лізи Марр і Боба Белдена. Існує також дет-метал-група під назвою The Black Dahlia Murder.
- У серпні 2006 року на сайті Variety з'явилося повідомлення про те, що кінокомпанія «New Line Cinema» придбала права на екранізацію іншої книги про вбивство Чорної Жоржини — романа з назвою Black Dahlia Avenger, написаного Стівом Ходелом, приватним детективом з Лос-Анджелеса. Згідно з його власним розслідуванням, справжнім вбивцею Шорт був власний батько Ходела, який після смерті залишив синові фотоальбом, де на одній з фотографій було відображено розтерзане тіло Елізабет Шорт. Ходел спробував простежити зв'язок батька з убитою і зробив висновок, що він був серійним убивцею і що серед його жертв була не тільки Шорт.
- У 2012 році Брендон Слеглі зняв фільм Чорна Жоржина (The Black Dahlia Haunting) в якому розповідається історія молодої жінки, яка, досліджуючи вбивство свого батька, вчинене сліпим молодшим братом, тривожить спокій мстивого духу Елізабет Шорт.
- Відсилання до цього вбивства багато раз з'являються в детективній відеогрі 2011 року L. A. Noire, де головний герой також розслідує жорстокі вбивства жінок в Лос-Анджелесі 40-х років.
- У серіалі «Американська історія жахів» присутній героїня з історією, заснованої на справі Елізабет Шорт, яку грає актриса Міна Суварі.
- У серіалі «Вічність» розповідається про серійного вбивцю-наслідувача, що здійснює такий самий злочин у наш час.
- Ірландська співачка Aine Cahill записала пісню Black Dahlia, натхненну історією Елізабет Шорт.
- Історія Елізабет Шорт, так само згадується в 5 серії 8 сезону серіалу «Кістки»